# Język wejewa
Język wejewa (a. weyewa, veveva, waidjewa, wajewa, wewewa, wewjewa; panewe Weyewa) – język austronezyjski używany w prowincji Małe Wyspy Sundajskie Wschodnie w Indonezji, w zachodniej części wyspy Sumba. Według danych z 2011 roku posługuje się nim 55 tys. osób.
Serwis Ethnologue wyodrębnia trzy dialekty: weyewa, lauli (loli), tana righu. Jest blisko spokrewniony z językiem lamboya.
Jest zapisywany alfabetem łacińskim.